# Sumaré
Sumaré est une ville brésilienne de l'État de São Paulo. Sa population était estimée à 248 500 habitants en 2006. La municipalité s'étend sur 153 km². Il est situé à 22º49'19" de latitude sud et 47º16'01" de longitude ouest, à une altitude de 583 mètres. La ville est la deuxième plus grande de la région métropolitaine de Campinas, derrière Campinas. La commune est composée du siège et du district de Nova Veneza.
La municipalité a servi d'inspiration pour le décor du jeu électronique 171, qui se déroule dans la fiction "Sumariti".

## Histoire
Le sumaré trouve ses origines dans une sesmaria. Les références les plus anciennes à la région Quilombo, il y a plus de 200 ans, se trouvent dans les documents de donation de sesmaria. Les informations les plus anciennes disponibles sur Sumaré font référence à Ribeirão Quilombo. Un document daté de 1799 mentionne ce cours d'eau en faisant des références géographiques. La paroisse de Nossa Senhora da Conceição das Campinas do Mato Grosso est apparue sur le plateau de São Paulo au milieu du XVIIIe siècle, plus tard Vila de São Carlos.
Avec le démembrement des sesmarias, la région commença à se constituer de fermes. Le développement de la culture du café a stimulé la croissance de la région. Les immigrants sont arrivés à Sumaré avec l'arrivée du café à Campinas dans la seconde moitié du XIXe siècle. La production de café progresse à l'ouest de São Paulo, désormais occupée par des immigrants. Les immigrants ont acheté des terres, pratiqué l'agriculture dans les environs de Sumaré ou ouvert des entreprises dans la zone urbaine.
Les premiers immigrants de Rebouças étaient des Portugais et des Italiens, les Portugais appartenaient aux familles Valle Mello, Raposeiro, Pereira, Aranha, Miranda, Teixeira, Leite, Duarte et Camargo ; ceux d'origine italienne appartenaient aux familles Noveletto, Guidotti, Biancalana, Franceschini, Foffano, Fabbri, Bosco, Basso, Breda, Marangoni, Montanher, Menuzzo, Ravagnani et autres. Des immigrants russes, allemands, autrichiens, espagnols et nord-américains sont également venus.
Le territoire de Rebouças était entièrement constitué de fermes et couvrait toutes les terres qui forment aujourd'hui Hortolândia, Nova Veneza et Nova Odessa. À Hortolândia, il y avait la grande ferme Terra Camarguense, qui constitue aujourd'hui les quartiers Jardim Amanda I et II.

## Médias
Au téléphonie, la ville était desservie par Telecomunicações de São Paulo. En juillet 1998, elle a été rachetée par la société espagnole Telefónica, qui a adopté la marque Vivo en 2012.
À l'heure actuelle est un opérateur de téléphonie mobile, téléphonie fixe, internet (fibre optique/4G), et télévision (satellite et câble).

## Maires
| Période | Période | Identité             | Étiquette | Qualité |
| ------- | ------- | -------------------- | --------- | ------- |
| 2009    | 2012    | José Antônio Bacchim | PT        |         |
| 2013    | 2016    | Cristina Carrara     | PSDB      |         |